# تاكنتشة (ويزغت)
تاكنتشة هي إحدى مشيخات المملكة المغربية، تتبع جغرافيا لإقليم بولمان وإداريًا لويزغت. يقدر عدد سكانها بـ 2126 نسمة حسب الإحصاء الرسمي للسكان والسكنى لسنة 2004.